# Veľká Lúka, Zvolen
Veľká Lúka este o comună slovacă, aflată în districtul Zvolen din regiunea Banská Bystrica, pe malul râului Hron. Localitatea se află la altitudinea de 308 m deasupra n.m., se întinde pe o suprafață de 8,53 km2 și în 2017 număra 725 de locuitori.

## Istoric
Localitatea Veľká Lúka este atestată documentar din 1281.

## Demografie
| An:                | 1994 | 2004 | 2014    | 2024    |
| ------------------ | ---- | ---- | ------- | ------- |
| Număr de persoane: | 0    | 429  | 587     | 868     |
| Diferență:         |      | –    | +36,82% | +47,87% |

| An:                | 2023 | 2024   |
| ------------------ | ---- | ------ |
| Număr de persoane: | 878  | 868    |
| Diferență:         |      | −1,13% |